# Jong Aartselaar
Jong Aartselaar (JA) was een Belgische lokale politieke partij in Aartselaar.

## Geschiedenis
De partij, die de Aartselaarse jongeren verenigde, nam deel aan de gemeenteraadsverkiezingen van 1994 en overtuigde daarbij 7,45% van de kiezers, goed voor één zetel. Gemeenteraadslid voor de partij was Peter Allard. Deze maakte evenwel in januari 1998 de overstap naar het Vlaams Blok. Eind april 1999 verliet hij de gemeenteraad na zijn verhuis naar Niel. Van de opvolgers bij JA waren er twee echter eveneens uit Aartselaar verhuisd en besloot de derde niet te zetelen. Hierdoor moest de gemeenteraad vanaf dan met 22 raadsleden verder.